# Шар (остров)
Шар — малый остров архипелага Северная Земля. Административно относится к Таймырскому Долгано-Ненецкому району Красноярского края.
Расположен в Карском море в 1,3 километрах к юго-западу от мыса Куйбышева в северной части залива Журавлёва острова Комсомолец.
Имеет почти правильную круглую форму (с чем и связано название острова) диаметром около 1,5 километра с небольшим узким заливом в восточной части. Пологий, высота не превышает восьми метров. Юго-западный берег обрывистый, высотой до 4 метров. В центральной части острова расположен астрономический пункт.

## Топографические карты
- Лист карты U-46-XXV,XXVI,XXVII о. Шмидта (Северная Земля). Масштаб: 1 : 200 000. Состояние местности на 1956 год.